# Nemzetközi sarki év
A nemzetközi sarki év (IPY – International Polar Year) során klimatológusok, kutatók vizsgálják az Arktiszt és az Antarktiszt. 2007. március 1. és 2009. március 9. között valósult meg a negyedik IPY.

## 2007–2009 (IV.)

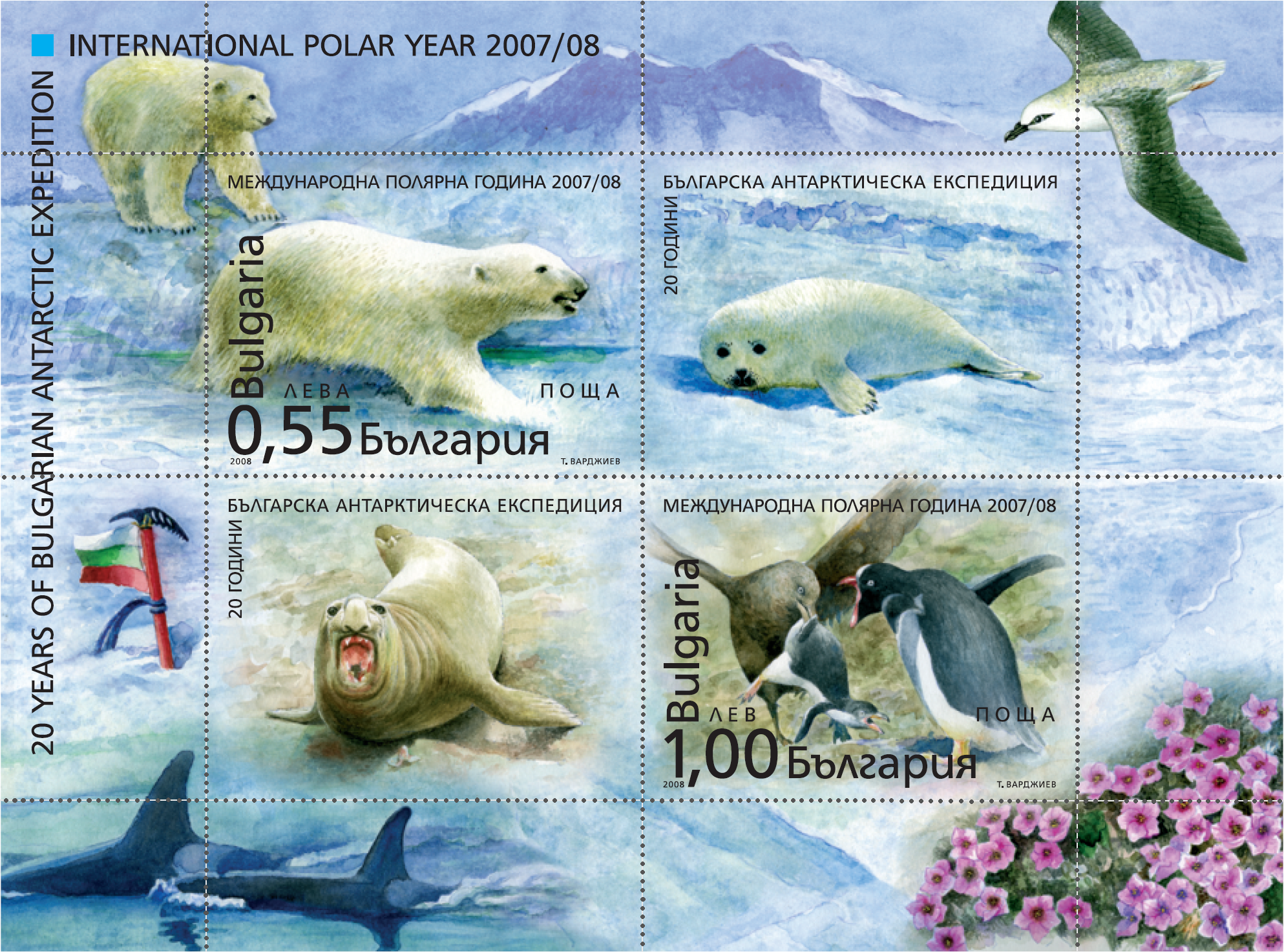
A 2007–2009-es sarki év kapcsán Bulgáriában, gyűjtőknek kiadott bélyegblokk

2007 márciusától 2009-ig a nemzetközi sarki év keretében 66 nemzet közel 55 000 tudósa végzett komplex kutatásokat a sarkvidékeken. A klímakutatók egyik célja volt, hogy állandóan figyelemmel kísérjék a jég olvadásának mértékét. A Kanada és Szibéria közötti jégpáncélt Zeppelin léghajóval vizsgálták. Christian Haas a kanadai partoknál lévő jégolvadásokról igyekezett folyamatos képet kapni.
A nagyszabású kutatásokat a Meteorológiai Világszervezet (WMO) és a Nemzetközi Tudományos Tanács (ICSU) szervezte.
Az Északi-sarkvidéken 1,1 °C-kal emelkedett a levegő átlaghőmérséklete, ami kétszerese a felmelegedési átlagnak. Peter Lemke, a bremerhaveni Alfred Wegener Intézet (AWI) klimatológusa már sokadjára tett nyilatkozatot a globális felmelegedéssel kapcsolatban.

## A nemzetközi sarki év múltja
A nemzetközi sarki év előtörténetében osztrák–magyar születésű tengerésztisztek állnak, az ő adatgyűjtő munkájuk révén jött létre a Nemzetközi Meteorológiai Intézet.
A jégből és a fagyott talajból vett minták alapján (jégmag) jégfúrások segítségével dokumentálható a Föld korábbi átlaghőmérséklete. Az így kapott adatokból kiszámolható a Föld  hosszútávú éghajlatváltozása.

### 1882–83 (I.)
Az első, 1882–83-as nemzetközi sarki évnek osztrák–magyar vonatkozása van a Nemzetközi Meteorológiai Intézet megalapításában. 1872–1874 közötti osztrák–magyar északi-sarki expedíció fedezte fel a Jeges-tenger egyik szigetcsoportját, a Ferenc József-földet. 
1882–83-ban a következő országok vettek részt a projektben: az Osztrák–Magyar Monarchia, az Egyesült Királyság, Dánia, Finnország, Franciaország, Németország, Hollandia, Norvégia, Oroszország, Kanada és az Amerikai Egyesült Államok.

### 1932–33 (II.)
A következő sarki év 1932–33-ban volt, az első nemzetközi sarki év 15. évfordulója alkalmából. Ezen 40 ország vett részt.

### 1957–58 (III.)
Nemzetközi geofizikai év (1957–58) néven futott a harmadik nemzetközi sarki év.
A nemzetközi nyugodt nap éve 1963-ban és 1964-ben volt.

## Külső hivatkozások
- Nemzetközi Sarki Év-2007 (YouTube-video)
- International Polar Year site (angolul)
- US IPY Website Features IPY activities supported by the United States Government (angolul)
- IPY Interview and Article Series – SciencePoles – International Polar Foundation (angolul)